# Río Patía
Der Río Patía ist ein ca. 430 km langer Zufluss des Pazifischen Ozeans im Südwesten Kolumbiens.

## Quellflüsse
Der Río Patía entsteht am Zusammenfluss von Río Esmita und Río Timbío im Departamento del Cauca an der Gemeindegrenze von Patía und El Tambo auf einer Höhe von etwa 630 m.
Der Río Timbío, der rechte Quellfluss, ist 67 km lang. Er entspringt 10 km östlich der Kleinstadt Timbío (⊙).
Der Río Esmita entspringt bei der Ortschaft Rosas auf einer Höhe von etwa 1700 m (⊙). Er fließt in überwiegend westlicher Richtung und trifft nach 50 km auf den Río Timbío.

## Flusslauf
Der Río Patía fließt anfangs 115 km in Richtung Südsüdwest. Er nimmt dabei die Flüsse Río Guachicono und Río Mayo, beide von Osten kommend, auf. Zwischen den beiden Einmündungen bildet der Río Patía die Grenze des westlich gelegenen Departamento de Nariño zum östlich gelegenen Departamento del Cauca. Anschließend verläuft der Fluss im Departamento de Nariño. Im Westen erhebt sich die Westkordillere, weiter östlich verläuft die Zentralkordillere. Bei Flusskilometer 317 und 310 treffen die beiden Flüsse Río Juanambú und Río Guáitara von Süden kommend auf den wenige Kilometer nach Westen strömenden Río Patía. Dieser wendet sich anschließend in Richtung Nordnordwest und durchschneidet auf einer Länge von etwa 70 km den Gebirgszug der Westkordillere. Schließlich erreicht er das Küstentiefland und wendet sich nach Westen. Bei Flusskilometer 137 trifft der Río Telembí von Süden kommend auf den Río Patía. Dieser wendet sich nun nach Norden.

## Flussbifurkation und Mündungsarme
Der Río Patía mündete ursprünglich in einem breiten Flussdelta ins Meer. Im Jahr 1972 und in den Folgejahren veränderte der Fluss seine Mündung. Er bildete einen Kanal zum weiter nördlich fließenden Río Sanquianga aus. Heute strömt ein Großteil des Wassers über diesen ins Meer. Von dem Bifurkationspunkt (⊙) verläuft dieser neu gebildete Hauptmündungsarm 66 km nach Norden und erreicht östlich des eigentlichen Flussdeltas ein Ästuar. Auf diesem Flussabschnitt passiert er die Kleinstadt Bocas de Satinga. Der Parque Nacional Natural Sanquianga erstreckt sich über das Mündungsgebiet. Vom Bifurkationspunkt zweigt heute ein kleinerer Flussarm nach Südwesten ab. Nach 20 km wendet sich dieser Flussarm nach Südwesten und Süden. Mehrere Mündungsarme zweigen rechtsseitig ab. Schließlich erreicht dieser südlichste Mündungsarm bei Salahonda nach einer Fließstrecke von 73 km das Meer (⊙).
- Karte mit allen Koordinaten:
- OSM |
- WikiMap

## Hydrologie
Der Río Patía entwässert ein Areal von 23.700 km². Der mittlere Abfluss beträgt 1291 m³/s. Die jährliche Sedimentfracht liegt bei 14 Millionen Tonnen.